# Motiginói járás
A Motiginói járás (oroszul: Мотыгинский район) Oroszország egyik járása a Krasznojarszki határterületen. Székhelye Motigino.

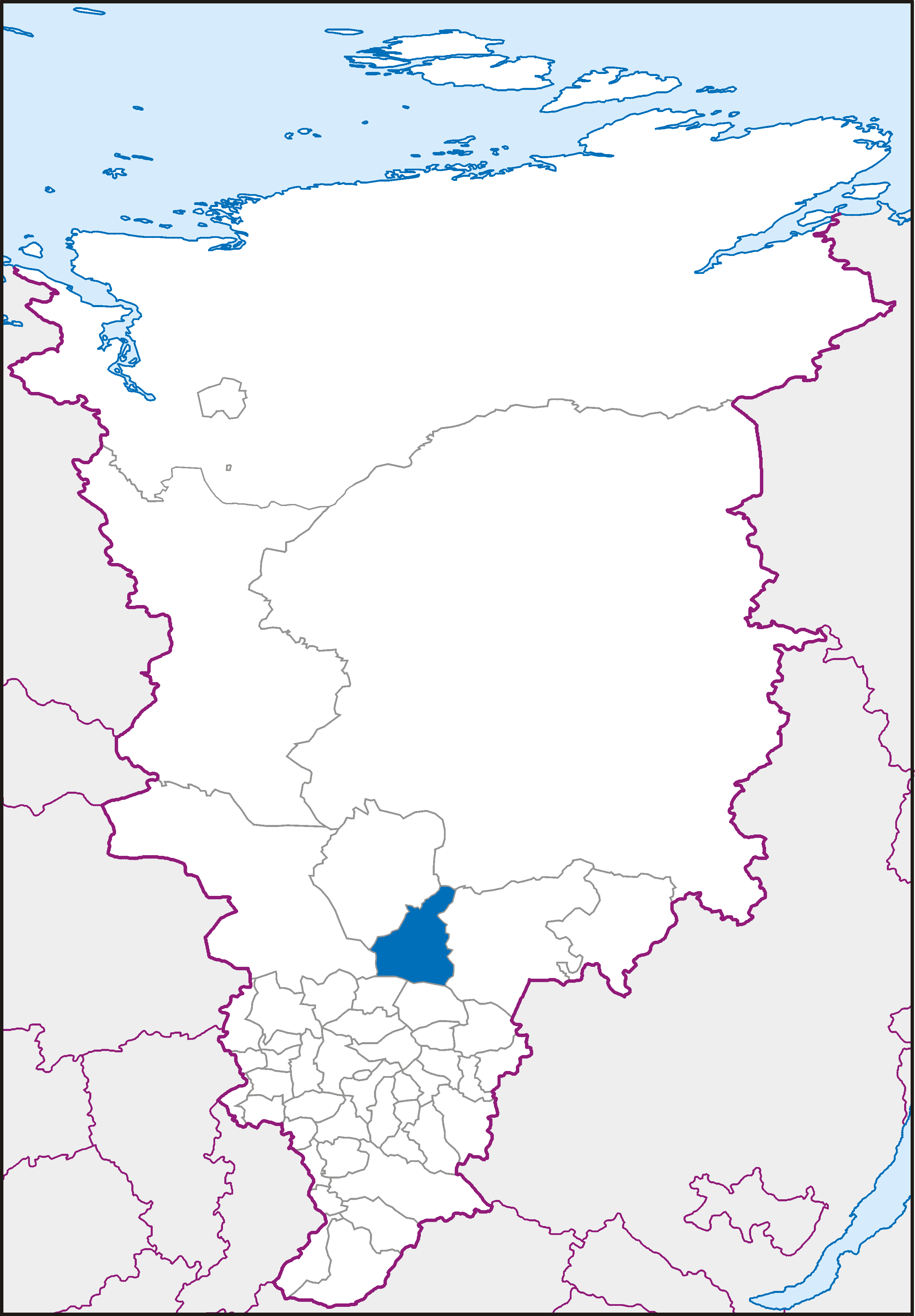
A Motiginói járás a Krasznojarszki határterületen

A járás területén, az Alsó-Angara bal partján, Motiginótól kb. 80 km-re nyugatra található Oroszország egyik nagy cink- és ólomérc lelőhelye. Kiaknázására és az ottani ércdúsító üzemeltetésére épült az 1960-as években Novoangarszk település.

## Népesség
- 1989-ben 26 595 lakosa volt.
- 2002-ben 19 140 lakosa volt.
- 2010-ben 16 207 lakosa volt.